# Mirazizi-je Ghadim
Mirazizi-je Ghadim (perski: ميرعزيزي قديم) – wieś w zachodnim Iranie, w ostanie Kermanszah. W 2006 roku miejscowość liczyła 231 osób w 47 rodzinach.